# Lac Villarrica
Le lac Villarrica, aussi connu sous le nom de Mallalafquén (son nom pré-hispianique en langue mapuche) est situé à environ 700 km au sud de Santiago dans la partie sud-est de la province de Cautín. Sur sa rive est se trouve la ville de Pucón, une destination touristique importante et station de ski populaire, et sur sa cote ouest se trouve la ville de Villarrica.
Grâce à des températures de surface élevées pendant l'été (les températures de surfaces sont alors entre 19 et 22 °C), les sports nautiques tels que la voile, le kayak, le ski nautique ou encore la pêche sportive y sont populaires pendant l'été. En hiver, la température moyenne de l'eau est autour de 10 °C.
Le volcan Villarrica, classé parmi les dix volcans les plus actifs au monde, est situé au sud du lac. Deux parcs nationaux chiliens se trouvent à proximité: le Huerquehue et le Villarrica. Ce dernier est connu pour ses sources chaudes.